# Radio Courtoisie
Pour les articles homonymes, voir Courtoisie.
Radio Courtoisie est une station de radio associative française.
Fondée en 1987 par Jean Ferré, issu de Radio Solidarité, elle est exploitée par l'association Comité de défense des auditeurs de Radio Solidarité ; elle est diffusée par ondes hertziennes dans cinq villes du nord-ouest de la France et en Île-de-France.
Classée à l'extrême droite, Radio Courtoisie est parfois considérée comme un pont entre la droite traditionnelle et la droite extrême, voire située dans la frange la plus radicale de l'extrême droite, notamment sous la direction d'Henry de Lesquen (2007-2017), dont les propos racistes et antisémites ont valu d'être évincé de la radio. La radio se définit elle-même comme « la radio libre du pays réel et de la francophonie », et, selon son fondateur, elle est ouverte à tous les talents et à toutes les droites. Son slogan devient en mars 2019 « Toutes les droites, tous les talents ».

## Origines

### Radio Solidarité
En septembre 1981, Bernadette d'Angevilliers et Philippe Malaud, ancien ministre du général de Gaulle et de Georges Pompidou, créent Radio Solidarité, avec la collaboration de Yannick Urrien. Cette radio libre est proche du RPR et de l’UDF, et s'oppose vigoureusement à la gauche de François Mitterrand.
À l’époque, Jean Ferré, ancien membre de l’OAS et partisan de Charles Maurras, est chroniqueur de radio et de télévision au Figaro Magazine, dont il est l’un des fondateurs avec Louis Pauwels. Ses chroniques, favorables à Radio Solidarité, le font remarquer et Bernadette d'Angevilliers lui propose de collaborer à la radio.
En mai-juin 1982, Jean Ferré crée sur les ondes la formule du « Libre journal », une heure et demie d’émission chaque soir autour d’un invité appartenant à la droite politique. Cette formule sera reprise à Radio Courtoisie et étendue à trois heures.
Jean Ferré propose qu’on ouvre la radio à « toutes les droites ». C’est ainsi que Serge de Beketch, alors journaliste à l'hebdomadaire d'extrême droite Minute, est invité à diriger une émission chaque mercredi soir. Mais, à la suite des élections européennes de 1984, cette ouverture vaudra à la radio l’accusation d’avoir favorisé la percée du Front national. Serge de Beketch est alors sommé de partir, puis Jean Ferré qui avait pris sa défense.

### CDARS
Écarté de l’antenne, Jean Ferré crée alors le Comité de défense des auditeurs de Radio Solidarité (CDARS). C’est sous ce nom, déclaré à la préfecture de police de Paris le 12 décembre 1985, qu'est fondée Radio Courtoisie.
La première émission est diffusée le 7 novembre 1987. Le CDARS est formé de six personnes, trois nommées par Serge de Beketch et trois par Jean Ferré. Depuis lors, elle est également exploitée par l'association éponyme.

### Création de Radio Courtoisie
De novembre 1987 jusqu’à la fin de sa vie, Jean Ferré dirige la radio avec le titre de président du Comité éditorial et une pleine délégation des présidents successifs, François Pitti-Ferrandi, Pierre Dehaye et Christian Langlois. Chaque lundi soir, il y dirige lui-même un Libre journal, sans interruption jusqu’au 31 juillet 2006, date de sa dernière émission.

## Ligne éditoriale

### Slogans
Depuis l'été 2017, on peut entendre, sur les ondes de Radio Courtoisie, le slogan « la radio de toutes les droites et de tous les talents ».

### Politique
Sur le plan politique, Jean Ferré a souhaité que Radio Courtoisie soit à la fois ancrée à droite et « ouverte à toutes les familles de la droite », du centre droit jusqu'au Front national, qui n'est pas qualifié d'extrême droite à cette antenne. Elle est le lieu d'expression de la droite nationaliste, des modérés nationaux-libéraux aux grécistes, ainsi que les monarchistes et les traditionalistes catholiques.
Jean Ferré était lui-même royaliste et antigaulliste, et proche des partis politiques d'extrême droite issus de l'OAS, dont il fut membre, et son principal collaborateur Serge de Beketch était pour sa part ancien journaliste de l'hebdomadaire d'extrême droite Minute.
Radio Courtoisie, qui réunit un peu moins d'un million d'auditeurs annuels est considéré par L'Express comme une « France Culture d'extrême droite ». Opposé au mariage homosexuel et à la « théorie du genre  », elle soutient la Manif pour tous dont « les apprentis porte-parole ont pu y fourbir leurs armes, comme dans un laboratoire d'idées », selon Jean-Yves Le Gallou, rédacteur en chef du bulletin de réinformation quotidien. Les qualificatifs d'"abject" et de "contre nature" sur le mariage gay vaut à la station une mise en demeure du CSA en septembre 2013. L'annonce du suicide de Dominique Venner, « membre de la famille » est vécu avec choc par la station. « Radio métapolitique solidement ancrée à droite », non confessionnelle, une de ses règles tacites est de ne pas s'attaquer au christianisme, mais plutôt à l'islam. Prônant l'union des droites de Patrick Buisson qui a toujours refusé d'y paraitre, elle reçoit des intervenants aussi divers que Christine Boutin, l'identitaire Philippe Vardon, des membres du Front national, Renaud Camus auteur de la notion de grand remplacement, le président du Conseil constitutionnel Jean-Louis Debré, le député UMP Jacques Myard, ou l'ancien chef skinhead Serge Ayoub. « Dans un milieu qui vénère la prose de Jean Raspail ou de Charles Péguy, l'antisémitisme primaire fait tache » et Alain Soral ne figure plus dans les invités depuis 2009. Un animateur a été renvoyé en novembre 2013 pour avoir diffusé la chanson « Shoananas » de Dieudonné. La radio est « proche de la diplomatie russe », et en particulier l'entourage direct de Vladimir Poutine. Cependant, plusieurs animateurs, tels Bernard Antony ou Patrick Simon expriment des positions hostiles à Vladimir Poutine.
Radio Courtoisie est classée à l'extrême droite,,. En 1997, Libération, dans un article critique paru à l'occasion de ses dix ans, juge que la radio « sert de passerelle entre la droite traditionnelle et l'extrême droite » en diffusant de plus en plus de « Diatribes négationnistes, invités lepénistes, chants grégoriens ou encore "libre journal des scouts" ». Pour L'Express, la ligne politique de la radio est loin de s'identifier avec celle du FN de Marine Le Pen, « pourtant reçue avec une déférence qu'elle ne retrouve nulle part ailleurs ». Pour cette dernière, la ligne éditoriale de la radio est « trop conservatrice sur le plan moral, bien trop libérale sur le plan économique ». « En réalité, la station est loin d'avoir rompu ses liens avec le parti mariniste », plusieurs membres du FN animant des émissions sur la radio, et recevant régulièrement des membres du FN, ainsi que régulièrement Jean-Marie Le Pen, président d'honneur.
Henry de Lesquen devient membre du conseil d'administration de l'association de la radio en 2005, puis vice-président le 12 juillet 2006. Le 31 juillet 2006, au cours de sa dernière émission, Jean Ferré, fondateur de la station, invite Henry de Lesquen et désigne publiquement celui-ci comme son successeur à l'émission. Jean Ferré entre à l’hôpital le 5 août, et décède le 10 octobre 2006. Loin des prétentions apolitiques du royaliste Ferré,, Lesquen est très impliqué en politique. Conseiller municipal de Versailles de 2001 à 2014, il se radicalise politiquement en 2016-2017 et tente de se porter candidat à l'élection présidentielle française de 2017, sur « un programme ouvertement raciste et révisionniste » : défense d’un "racisme républicain", « lutte contre la "musique nègre" ou contre la "religion de la Choah" [sic] ».
Selon Marianne, la web-télé TV Libertés fondée en 2014 par d'anciens cadres du Front national ou de Bloc identitaire dont Martial Bild, Philippe Milliau et Jean-Yves Le Gallou est devenue le reflet télévisuel de Radio Courtoisie avec une ligne éditoriale identitaire.
Ce revirement politique brutal en 2016 a d'ailleurs braqué les quelques associés encore attachés à une certaine indépendance politique de la chaîne, qui ont demandé sa démission mais sans succès, même la plupart des dirigeants du Front national ont déserté l'antenne face à la radicalisation de la ligne éditoriale. Le Gallou collabore à l'antenne concurrente de « Radio Libertés ». Radio Courtoisie est devenu dès lors la tribune des franges les plus extrêmes de la Manif pour tous, des collaborateurs débarqués par Lesquen condamnant une ligne éditoriale devenue plus extrême que le FN avec un président qui justifie le rétablissement de l'esclavage qui fait peur aux invités de la radio. Ainsi en 2016, Paul-Marie Coûteaux considère que la radio devient « plus extrême que le FN ». Marianne décrit « l'antisémitisme assumé » de Lesquen qui s’interroge dans un tweet de « la longévité des "rescapés" de la Shoah morts à plus de 90 ans ». Les déclarations de Lesquen gênent les autres collaborateurs pourtant « très droitiers » de Courtoisie qui craignent des sanctions du CSA et d'avoir de moins en moins d'invités dans leurs émissions. Quinze d'entre eux quittent la station durant l'été 2016, la moitié limogé, l'autre démissionne. Bernard Antony, une figure du Front national qui fait partie des limogés, déclare : « Un patron comme Henry de Lesquen jette le discrédit sur la radio. Il en a fait son jouet […] Il n'y a plus rien de rationnel chez Lesquen. Il est obsessionnellement antisémite ». Jean-Yves Le Gallou, ancien eurodéputé frontiste membre important de la « fachosphère », quitte lui aussi la radio malgré une amitié de 40 ans avec Lesquen avec qui il avait créé le Club de l'horloge, un think-tank qui voulait créer des liens idéologiques entre le FN et la droite. Henry de Lesquen déclare lui que « les purges sont terminées […] ce terme signifie l'élimination des excréments » et dénonce une « cabale » du « nazi antichrétien » Philippe Milliau, ancien membre du FN et du Bloc identitaire et cofondateur de la chaine identitaire TV Libertés et Guillaume de Thieulloy qui écrit sur Le Salon beige, site des catholiques identitaires. Pour Lesquen, « Cette opération converge avec la campagne lancée par la Licracra [sic], qui veut me détruire » et il assure que ses propos controversés ne seraient pas répréhensibles et n'affecteraient pas Radio Courtoisie déclarant que « mes idées personnelles n'engagent que moi ! ».
Le 1er juillet 2017, Henry de Lesquen est évincé du conseil d'administration de la radio à cause de propos « ouvertement racistes et antisémites ». Il est remplacé à la présidence par Dominique Paoli, qui déclare : « Nous sommes heureux d’avoir écarté ses excès et ses déclarations intempestives, qui nous ont souvent choqués ». Lesquen a pour seul soutien l'hebdomadaire Rivarol. Selon Marianne, c'est « une rupture en douceur avec le style Lesquen, qui a durement entaché l’image d’une radio déjà sérieusement ringardisée par les médias en ligne de la « fachosphère » »,.

### Religieuse
Le dimanche, la radio change de nom ; de 1987 à 2006, elle prend le nom d'une radio libre apparue en 1981, Lumière 101 (sa fréquence sur la bande FM à Paris aux origines), sous la responsabilité de Jean-Luc de Carbuccia.
À la suite du conflit entre Jean-Luc de Carbuccia et Henry de Lesquen, la radio devient en 2007 « Lumière de l'espérance », la « radio du dimanche de Radio Courtoisie ». Elle fait globalement une large place à la confession catholique de l'Église chrétienne, notamment aux catholiques traditionalistes attachés au rite tridentin, représentés par la Fraternité sacerdotale Saint-Pie-X, l'Institut du Bon-Pasteur ou la Fraternité sacerdotale Saint-Pierre.

### Culturelle
Radio Courtoisie fait une large place à l'histoire, à la littérature, à la francophonie, et dans une moindre mesure à la peinture, à la sculpture, au cinéma, au théâtre et à la poésie, le tout dans une optique ouvertement réactionnaire et antimondialiste[réf. souhaitée].
Chaque jour, cinq à six heures de musique sont diffusées sur la radio. Différents styles de musique très hétéroclites y sont retransmis, parmi lesquels de la variété française, de l'accordéon, de la musique militaire, des chants traditionnels, de la musique classique, de l'opéra, du chant lyrique, du chant grégorien et de la musique sacrée.
Selon Sébastien Poulain, en 2004, la direction de France Culture reconnaît la station comme « une concurrente sérieuse »[réf. à confirmer].

## Organisation

### Présidents puis Présidents-directeurs
- François Pitti-Ferrandi (1987-1997)
- Pierre Dehaye (1997-2005)
- Christian Langlois (2005-2007)
- Henry de Lesquen (2007-2017)
- Dominique Paoli (2017-2021)
- Pierre-Alexandre Bouclay (depuis 2021)

### Directeur
- Jean Ferré (1987-2006)

### Secrétaires généraux
- Philippe Varlet (1987-2012)
- Dominique Paoli (2012-2017)
- Anne Collin (depuis 2017)

## Émissions
Les émissions durent entre une heure et trois heures.

### «Patrons»
« Patron d'émission » est un terme propre à la station, choisi par Jean Ferré.

## Polémiques et condamnations judiciaires

### Succession de Jean Ferré
À la mort de Jean Ferré, une vive polémique oppose le président Henry de Lesquen à divers patrons d'émission, qui contestent le choix effectué par Jean Ferré pour sa succession. À la suite de propos de Claude Reichman tenus à l'antenne notamment contre de Lesquen le 14 novembre 2006, le conseil d'administration vote à l'unanimité son renvoi immédiat le 15 novembre 2006.
Le 13 janvier 2007, Christian Langlois, président de Radio Courtoisie, démissionne et nomme Henry de Lesquen pour le remplacer comme président. Son arrivée à la présidence s'accompagne de l'exclusion de la station de Claude Reichman, patron d'émission sur la station depuis 1994, qui fait partie des opposants à Lesquen, et d'Olivier Pichon, directeur du Libre journal des lycéens, créé en 1987, pour lui avoir reproché de tenir à l'écart des décisions les directeurs d'émissions et l'avoir accusé de vouloir se servir de la radio comme tremplin pour ses ambitions politiques.
Plusieurs autres responsables d'émission, Olivier Pichon, Jean-Luc de Carbuccia, Jean-Gilles Malliarakis et Alain Paucard, quittent au fil des mois la station, volontairement ou non.
En février 2007, un des deux gérants de la SCI de la radio envoie une lettre d'assignation demandant à Henry de Lesquen de quitter son poste. L'autre gérant, Didier Roy signe un commodat à Henry de Lesquen. La légalité du conseil d'administration est mise en cause devant la justice civile, ce qui vaut à l'association d'être placée deux mois sous administration judiciaire.
Un médiateur administratif judiciaire est appelé en mai, et la majorité du conseil d'administration a confirmé Henry de Lesquen comme président le 13 juillet 2007, qui est réélu à nouveau le 13 juillet 2012.
Serge de Beketch, cofondateur de la radio et patron d'émission, meurt le 6 octobre 2007.
En 2009, Claude Reichman est condamné pour diffamation à l'égard d'Henry de Lesquen, à la suite de propos de novembre 2006.

### Radicalisation politique d'Henry de Lesquen
En 2016, de nouveaux remous ont lieu au sein de l'équipe de la radio, en raison de la tentative de candidature d'Henry de Lesquen à l'élection présidentielle. Le président de la station multiplie en effet les déclarations polémiques, qui lui valent plusieurs plaintes pour racisme et négationnisme. Le 9 juin, Paul-Marie Coûteaux publie sur Le Salon beige une lettre ouverte à Lesquen, dans laquelle il accuse ce dernier de faire régner un « climat délétère » et de nuire à la station : « Des auditeurs choqués ne paient plus leur cotisation, des producteurs démissionnent, des invités se dérobent […], tandis que pleuvent plaintes et instructions judiciaires […] ». Il conclut en déclarant que le comportement du président de la radio est « pain béni [sic] pour tous [leurs] adversaires, qu’il s’agisse du système médiatique, des droites modérées gangrenées par la « pensée unique » et, bien entendu, de toutes les gauches ». Deux jours plus tard, il cosigne sur le même site, avec onze autres responsables d'émissions parmi lesquels Bernard Antony et Daniel Hamiche, un appel réclamant le départ d'Henry de Lesquen. Les signataires menacent de « suspendre » leur participation à la radio. En réaction, Lesquen signifie son renvoi à Paul-Marie Coûteaux, puis à Bernard Antony[réf. nécessaire]. Une nouvelle lettre de patrons d'émissions lui réclame de démissionner le 22 suivant, tandis que Jean-Yves Le Gallou indique ne pas être certain de reprendre l'animation du « Bulletin de réinformation » à la rentrée. Henry de Lesquen dit voir dans cette querelle une tentative de déstabilisation fomentée par les « nazis néopaïens et anti-chrétiens de TV Libertés ».
La radicalisation d'Henry de Lesquen, qui a des conséquences non seulement sur l'image de la station mais aussi, potentiellement, sur les dons des auditeurs, finit par conduire en juillet 2017 à son éviction du conseil d'administration de la radio. L'élection est cependant annulée par le tribunal administratif de Paris, le 6 mars 2018[réf. nécessaire].

### Condamnations
Le 26 mai 1993, Radio Courtoisie et Serge de Beketch sont condamnés pour diffamation envers Olivier Biffaud, journaliste au quotidien Le Monde, à verser un franc symbolique de dommages-intérêts, ainsi que 8 000 FRF de frais de justice. Au cours d'une émission diffusée le 29 avril 1992, Beketch avait déclaré, évoquant les initiales de M. Biffaud, qu'il a « un joli nom de garniture hygiénique ». Le tribunal a estimé que cette phrase « porte atteinte à la délicatesse et à la dignité de la personne visée ».
De 1997 à 2006, le Conseil de l'audiovisuel (CSA) a adressé à Radio Courtoisie, pour des propos considérés comme racistes, injurieux ou révisionnistes, diffusés à l’antenne et provenant selon les cas d’un patron d'émission ou d’un intervenant, trois courriers,, et deux mises en demeure,. Il a ordonné, à titre de sanction, l'insertion d’un communiqué au début de l'émission Le Libre Journal du 13 novembre 2006, à 18 heures.
Le 18 juillet 2012, le CSA a de nouveau adressé une mise en demeure à Radio Courtoisie en raison de propos, constituant selon lui « un encouragement à la discrimination », tenus lors du Libre Journal d'Henry de Lesquen au cours duquel celui-ci citait Jules Ferry qui avait tenu un discours devant la chambre des députés en 1885 et affirmé que « les races supérieures avaient le droit et le devoir de civiliser les races inférieures ». Se référant à une étude du professeur Arthur R. Jensen publiée dans la revue britannique Medical Hypotheses qui fait état d'une différence de QI de 30 points en moyenne entre les Noirs d'Afrique et les Blancs d'Europe, Henry de Lesquen avait établi une relation de cause à effet entre le retard du développement de l'Afrique et le quotient intellectuel. Radio Courtoisie dépose contre cette sanction un recours gracieux, lequel est rejeté, puis un recours contentieux devant le Conseil d'État qui n'a pas plus de succès.
Une nouvelle fois en juillet 2013, le CSA adresse une mise en demeure à la suite de l'émission du Libre journal d’Henry de Lesquen le 27 mai 2013, "au cours de laquelle l’animateur a tenu des propos virulents à l’encontre du mariage entre personnes du même sexe, le qualifiant notamment « d’abject et contre-nature »" et pour avoir "assimilé la menace aux fondements de l’identité nationale française que constituerait le mariage entre personnes de même sexe à celle que représenterait l’islam qu’il considère « dangereux et radicalement incompatible » avec ces fondements, ne suscitant à l’antenne aucune réaction" . En cela le CSA considère que la radio a manqué à ses obligations déontologiques "qui prévoient le respect du pluralisme des courants de pensée et d’opinion, d’autre part l’obligation de ne pas encourager les comportements discriminatoires". À la suite de l'introduction d'un recours par Radio Courtoisie devant le Conseil d'État, ce dernier confirme partiellement la décision du CSA, invalidant cependant l'article 2-3 de la convention entre le CSA et Radio Courtoisie, qui prévoit que le titulaire de l’autorisation veille au respect du pluralisme des courants de pensée et d’opinion sur son antenne.
Le 4 octobre 2017, la radio est sanctionnée par le CSA pour « discrimination » et « non-maîtrise de l’antenne » et se voit infligée une amende de 25 000 euros. En décembre, l'autorisation d'émettre à Caen, Chartres, Cherbourg-en-Cotentin, Le Mans et Le Havre est retirée à la station par le comité du CSA de Caen, à compter de décembre 2018. Le 5 février 2020, le Conseil d’État annule la décision du CSA et le condamne à verser une amende de 3 000 euros à la radio. Le Conseil d’État relève que Radio Courtoisie s’est amendée en retirant à Henry de Lesquen les responsabilités qu’il exerçait au sein de l’association éditant la radio et en l’écartant de l’antenne.

## Publications
Deux numéros du bulletin Le Courrier de Radio Courtoisie ont paru :
1. Dix mille heures de créations radiophoniques (1992) ;
2. Dix ans de ferveur (1998)[40].

Henry de Lesquen le remplace en 2009 par une lettre d'information intitulée À l'écoute de Radio Courtoisie, d'abord mensuelle de 8 pages, puis trimestrielle de 12 pages à partir de 2011.

## Diffusion
Pour diffuser ses programmes, Radio Courtoisie a utilisé historiquement la transmission hertzienne en modulation de fréquence, la transmission numérique terrestre, la transmission par satellite, et la transmission par Internet, mais ses déboires avec le CSA lui ont contraint de réduire ces moyens. Celui-ci décide de ne pas renouveler ses fréquences à Caen, Chartres, Cherbourg, Le Mans et au Havre qui arrivent à échéance en décembre 2018.

### Par le satellite
Entre 2008 et 2017, Radio Courtoisie était accessible en clair sur les bouquets satellite TNT Sat ainsi que sur Canalsat sur le canal 641, et auparavant, elle était diffusée par le bouquet TPS.

### En modulation de fréquence
La modulation de fréquence permet à Radio Courtoisie d'être reçue en Île-de-France, Chartres, Le Mans, Le Havre, Caen et Cherbourg-Octeville, mais, au 3 décembre 2018, la radio devait perdre l'autorisation de disposer de ses cinq fréquences hors de Paris.

### En radio numérique terrestre
- Île-de-France : en norme DAB+

### Par internet
Radio Courtoisie est diffusée sur son site internet, radiocourtoisie.fr, devenu en 2024 rc.fr, qui propose également la réécoute des programmes durant une semaine. La chaîne youtube « Ligne Droite - La matinale de Radio Courtoisie » retransmet quotidiennement l'émission matinale,.

## Dans la culture populaire
La station fait partie des stations tournées en dérision dans Les Radios libres des Inconnus.